# نیکیتوفکا
نیکیتوفکا (انگلیسی: Nikitovka) یک شهرک در بخش کراسنوگفاردیسکی استان بلگورود کشور روسیه است.